# Unité urbaine de Dammartin-en-Goële
L'unité urbaine de Dammartin-en-Goële est une unité urbaine française centrée sur la commune de Dammartin-en-Goële, dans le département français de Seine-et-Marne en Île-de-France.

## Données générales
Dans le zonage réalisé par l'Insee en 2010, l'unité urbaine était composée de trois communes.
Dans le nouveau zonage réalisé en 2020, elle est composée des trois mêmes communes.
En 2022, avec 18 272 habitants, elle représente la 11e unité urbaine du département de Seine-et-Marne et occupe le 18e rang dans la région Île-de-France.
En 2019, sa densité de population s'élève à 832 hab/km2. Par sa superficie, elle ne représente que 0,34 % du territoire départemental mais, par sa population, elle regroupe 1,17 % de la population du département de Seine-et-Marne.

## Composition de l'unité urbaine en 2020
Elle est composée des trois communes suivantes :
| Nom                               | Code Insee | Département    | Statut       | Superficie (km2) | Population (dernière pop. légale) | Densité (hab./km2) | Modifier                                    |
| --------------------------------- | ---------- | -------------- | ------------ | ---------------- | --------------------------------- | ------------------ | ------------------------------------------- |
| Dammartin-en-Goële (ville-centre) | 77153      | Seine-et-Marne | ville-centre | 8,97             | 11 508 (2022)                     | 1 283              | modifier les données · modifier les données |
| Longperrier                       | 77259      | Seine-et-Marne | banlieue     | 4,63             | 2 911 (2022)                      | 629                | modifier les données · modifier les données |
| Saint-Mard                        | 77420      | Seine-et-Marne | banlieue     | 6,26             | 3 853 (2022)                      | 615                | modifier les données · modifier les données |

## Évolution démographique
| 1968  | 1975  | 1982  | 1990   | 1999   | 2008   | 2013   | 2019   |
| ----- | ----- | ----- | ------ | ------ | ------ | ------ | ------ |
| 3 556 | 5 991 | 7 599 | 10 668 | 13 321 | 14 036 | 14 980 | 16 561 |

#### Données générales
- Unité urbaine
- Aire d'attraction d'une ville
- Aire urbaine (France)
- Liste des unités urbaines de France

#### Données démographiques en rapport avec l'unité urbaine de Dammartin-en-Goële
- Aire d'attraction de Paris
- Arrondissement de Meaux

#### Données démographiques en rapport avec la Seine-et-Marne
- Démographie de Seine-et-Marne